# Grotte de Macheron
La grotte de Macheron est une grotte de Saône-et-Loire située sur le territoire de la commune de Lugny, au sud-ouest du hameau de Macheron, en Haut-Mâconnais (région Bourgogne-Franche-Comté.

## Description
Dans son état actuel, cette grotte surplombant la rive gauche de la Bourbonne, affluent de la Saône, se présente comme un couloir rocheux à peu près horizontal, assez spacieux et facile d’accès.
Bien que sèche de nos jours, cette grotte a vraisemblablement servi, autrefois, de déversoir à un cours d'eau souterrain. Elle était d'ailleurs autrefois en grande partie remplie de ce limon qui, aujourd’hui, n’en colmate plus que le fond (mais il est probable que le remplissage soit encore assez important).
La grotte de Macheron, située sur une propriété privée, ne se visite pas et l'accès en est interdit.

## Archéologie
Fouillée pour la première fois en 1919 à l’initiative de la Société des amis des arts et des sciences de Tournus par Gabriel Jeanton et Joseph Mazenot sous la direction scientifique du docteur Lucien Mayet chargé des cours d’anthropologie et de paléontologie à la faculté des sciences de Lyon, cette grotte livra une centaine de kilogrammes d’ossements animaux fossilisés parmi lesquels furent trouvés des restes de mammouths et d’ours des cavernes.
Six ans plus tôt, au cours de l'hiver 1913, son propriétaire, Joanny Arthaud, « y avait découvert un certain nombre d'ossements paraissant avoir appartenu à des animaux dont la trace aurait disparu ».
Au milieu des années 1950, lors de nouvelles fouilles, on y découvrit d’autres ossements qui permirent d’approfondir l’étude de la faune effectuée en 1919, notamment en ce qui concerne les chevaux, les bovidés, les cervidés, les hyènes et les loups. Les conclusions qui s'imposèrent furent que la faune de Macheron consistait en une faune de type tempéré, ayant vécu dans un milieu non périglaciaire, sous un climat adouci et sans doute très humide. « Cette faune, malgré son allure tempérée, n'est certainement pas une faune interglaciaire. C'est plutôt dans un interstadiaire du Würm qu'elle doit trouver place, c'est-à-dire dans l'une de ces phases brèves de réchauffement et de plus grande humidité qui ont séparé les crues successives du glacier würmien. » a écrit Henri Parriat. Furent aussi mis au jour plusieurs objets suggérant une occupation humaine épisodique : os troués ou présentant des entailles, rares silex paraissant travaillés.
Plusieurs des ossements retrouvés à l’intérieur de la grotte de Macheron lors des fouilles qui y furent effectuées au milieu des années 1950 ont longtemps été visibles au musée des grottes d'Azé.

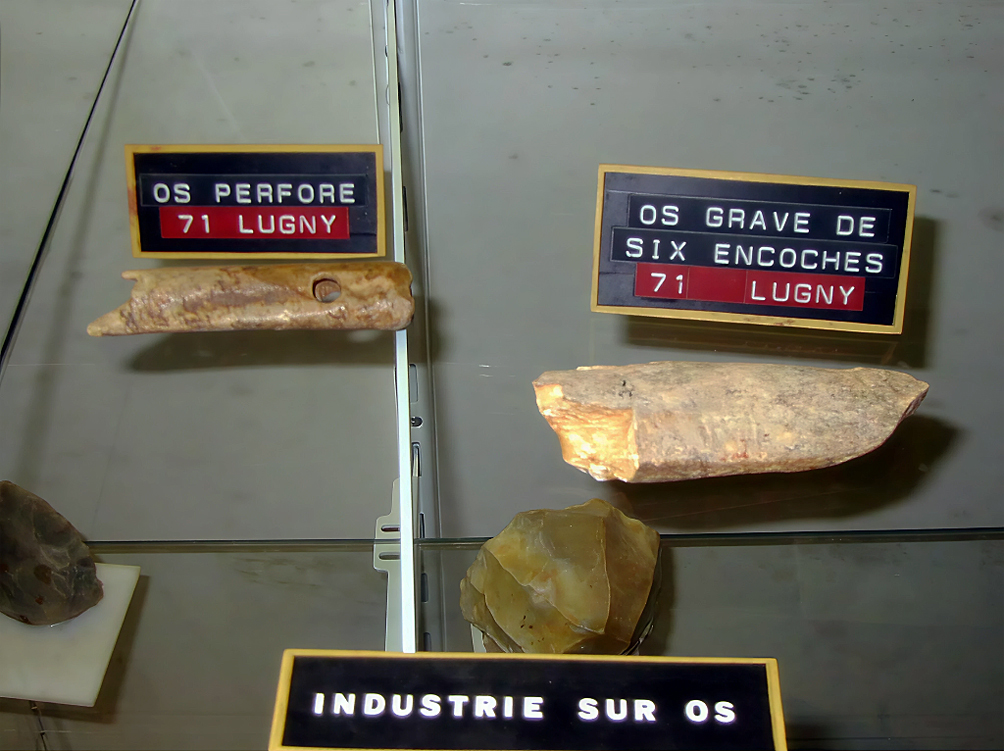
Os perforé et os gravé provenant de la grotte de Macheron (musée des grottes d'Azé, 2004).
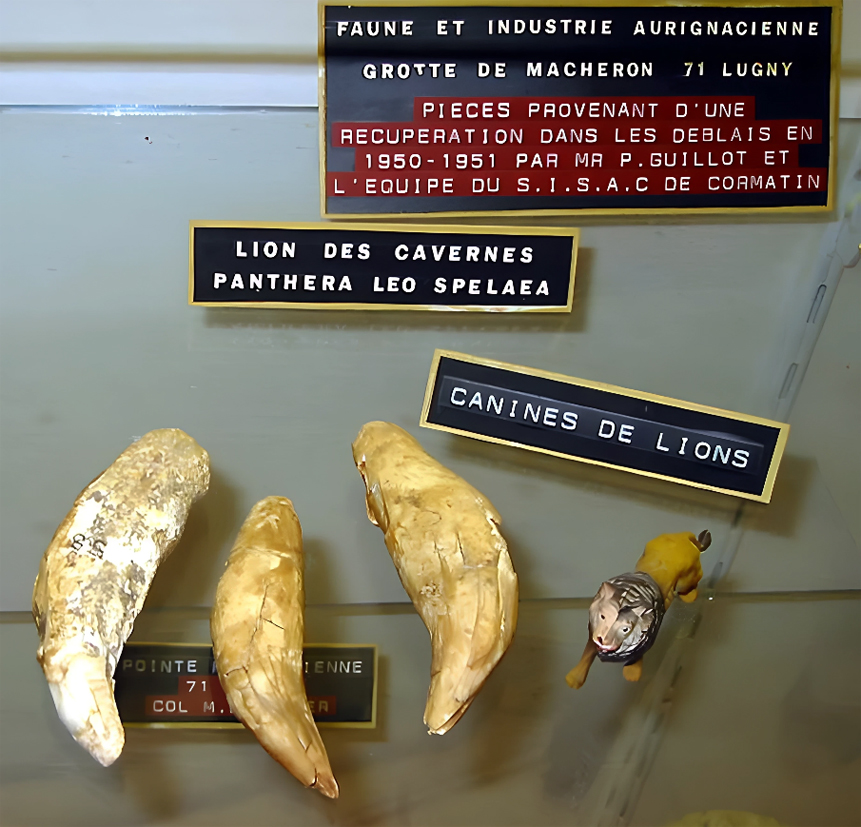
Canines de lion des cavernes provenant de la grotte de Macheron (musée des grottes d'Azé, 2004).

## Abords

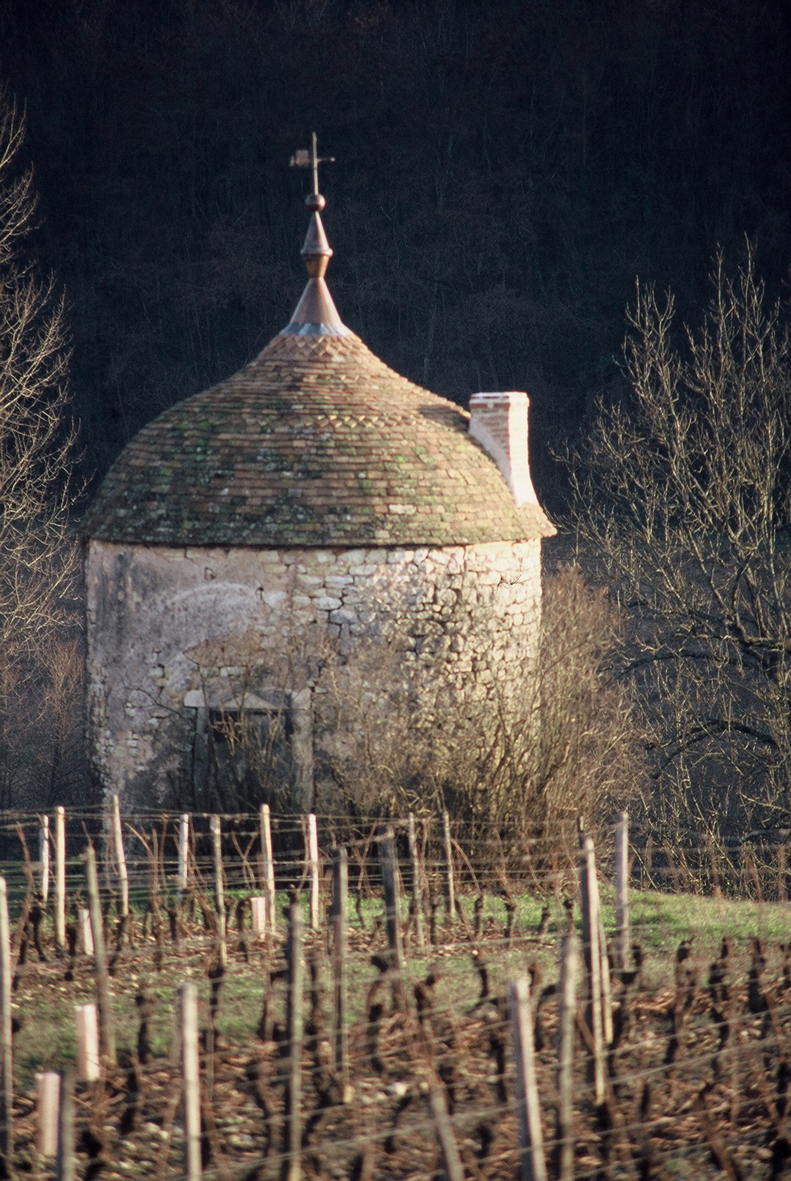
Le pavillon de vignes de Macheron.

Presque à l’aplomb de l'entrée de la grotte préhistorique se dresse le « pavillon champêtre » de Macheron, construction du XVIIIe siècle figurant parmi les édifices les plus emblématiques du patrimoine de Lugny.
Ce modeste édifice – dénommé familièrement « tour de Macheron » – qui surplombe la rive gauche de la Bourbonne est réputé être un ancien « pavillon de vignes » ; cette construction aurait en effet été bâtie avant la Révolution par un propriétaire soucieux de valoriser son domaine.
La particularité la plus notable de cette construction est l'élégant dôme dont elle est coiffée, toiture remarquable supportant un bel épi de faîtage. Cette toiture, entièrement restaurée en 2004 avec le soutien de la délégation régionale de la Fondation du Patrimoine, a valu au propriétaire du pavillon de recevoir des mains de François Patriat, président du conseil régional de Bourgogne, le 21 décembre 2005 à Dijon, le diplôme lui conférant la 3e place ex-æquo au titre de l'édition 2005 du Prix régional du patrimoine.

## Photos

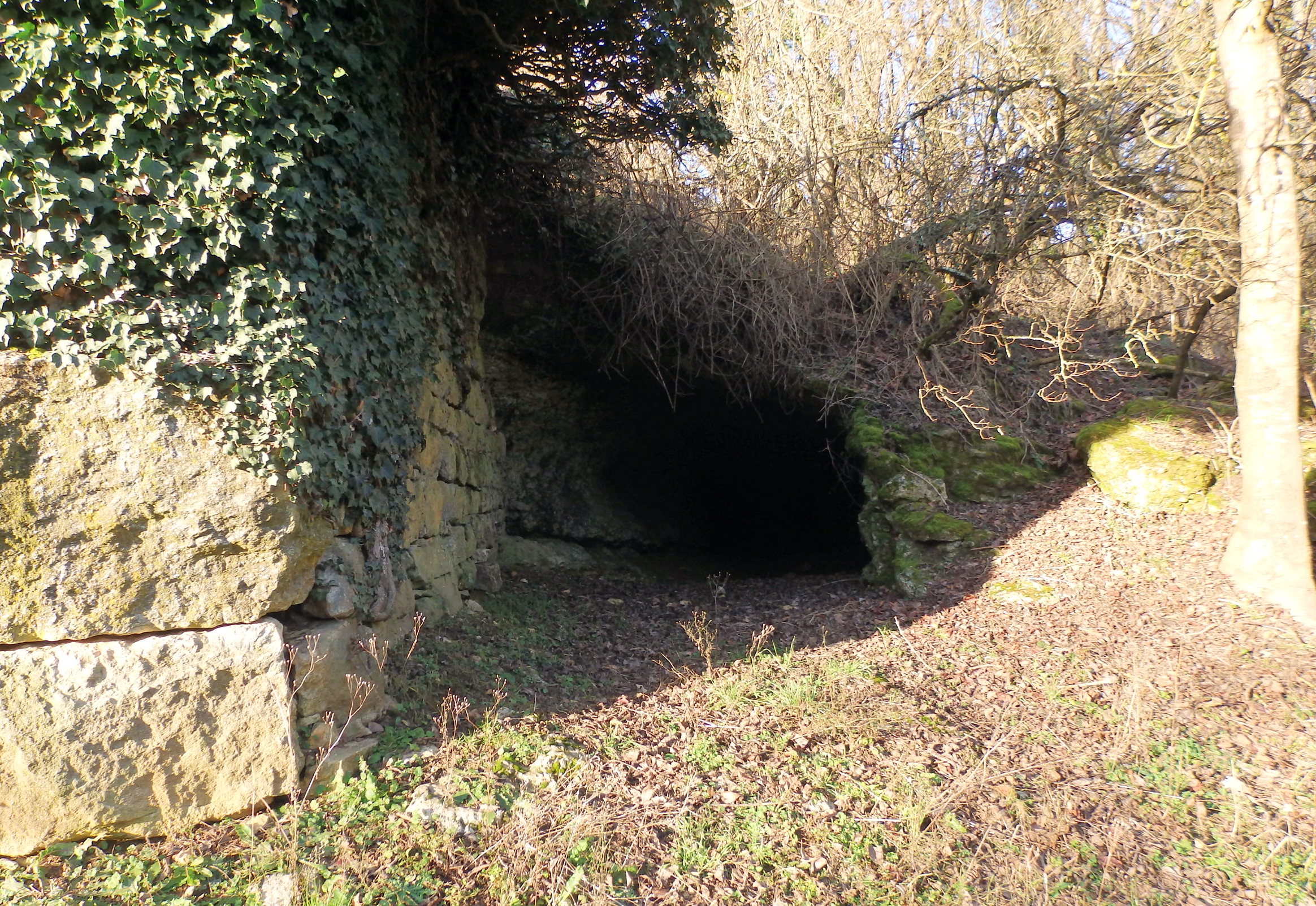
L'entrée de la grotte.
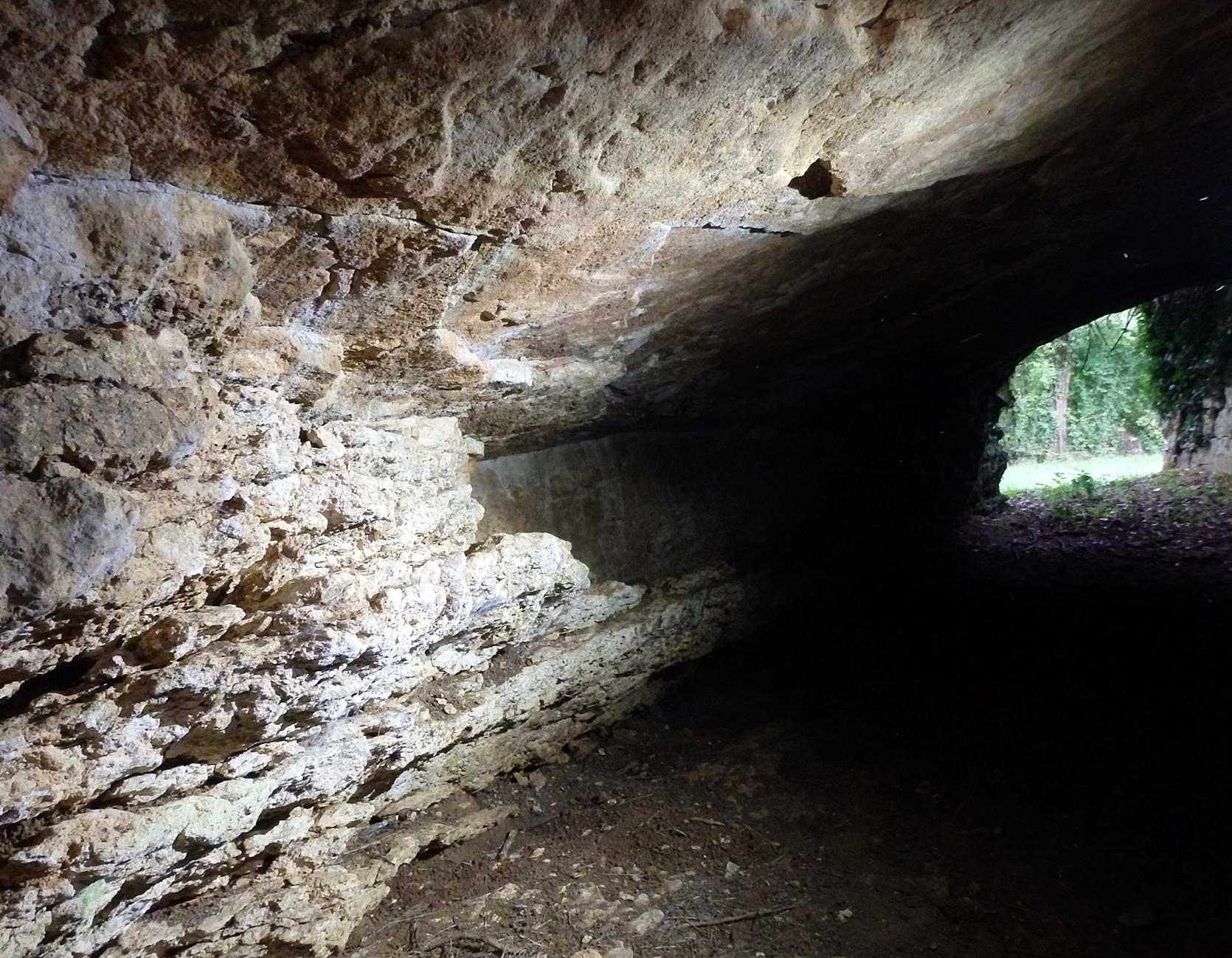
L'intérieur de la grotte, en direction de l'entrée.
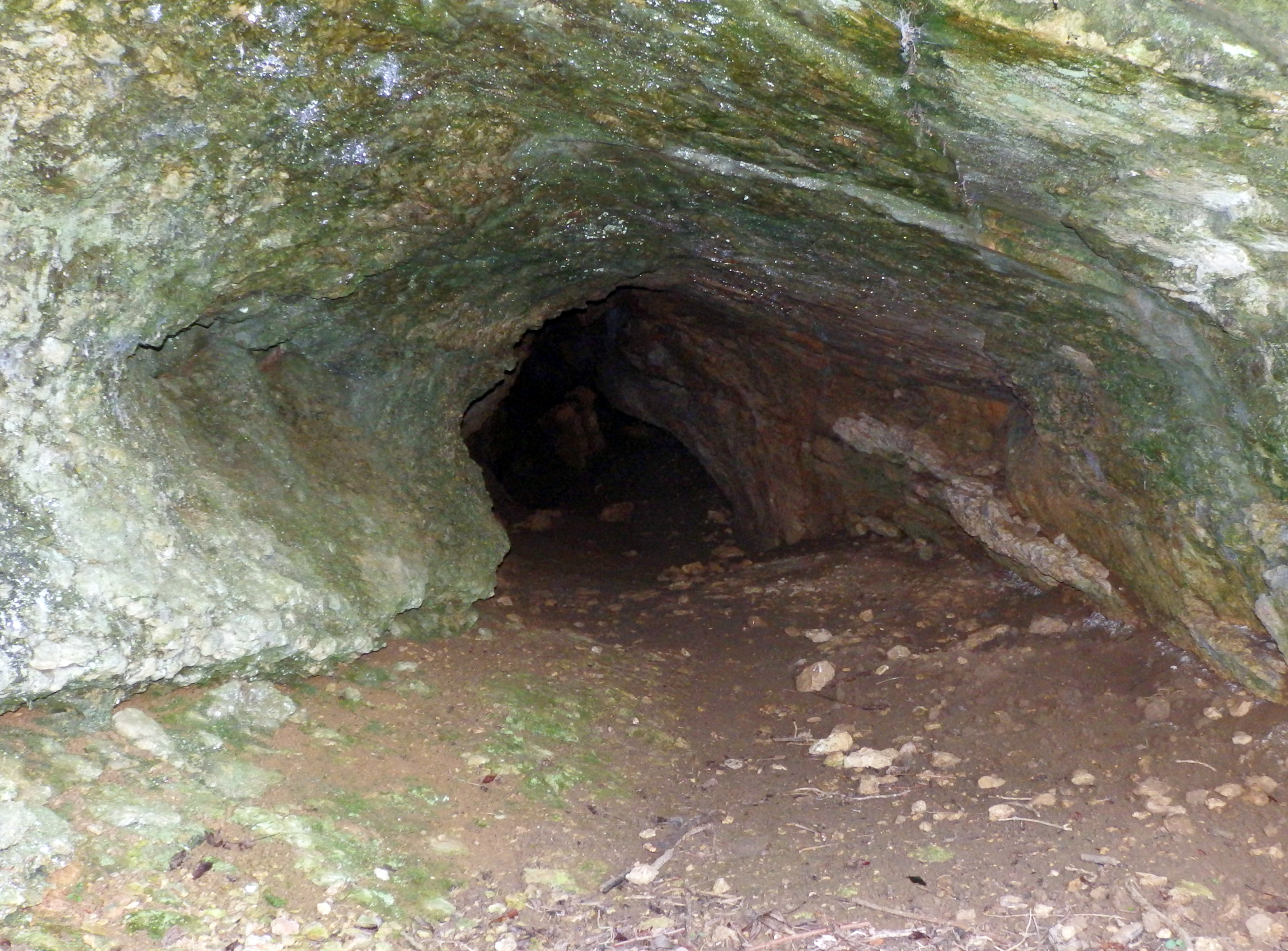
L'intérieur de la grotte, en direction du fond.
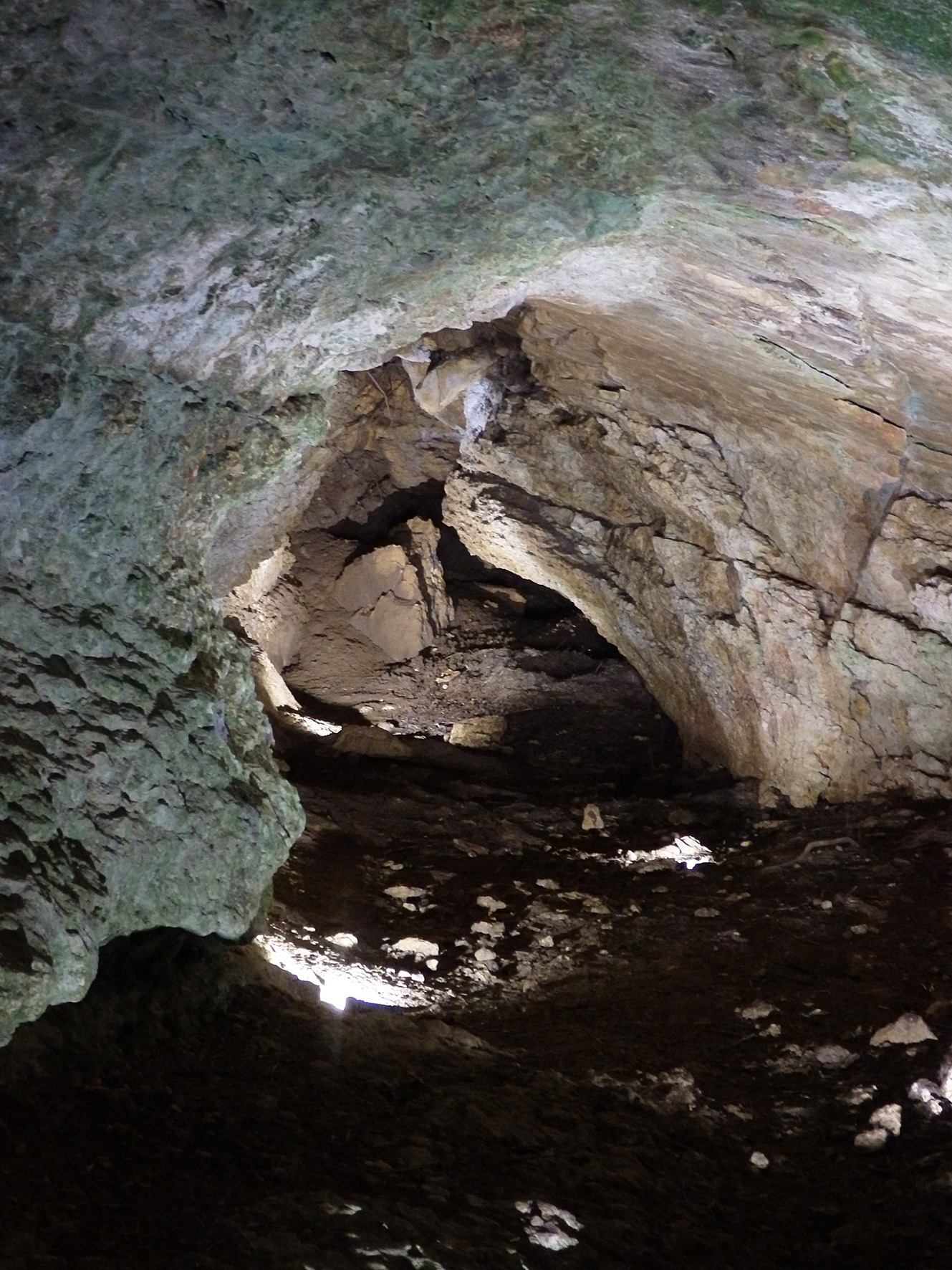
Le fond de la grotte.